# Gran Premio di Donington Park 1937
Il Gran Premio di Donington Park 1937 è stata la ventunesima e terzultima prova non valida per la stagione 1937 del Campionato europeo di automobilismo e terza edizione del Gran Premio di Donington Park. La gara si è corsa il 2 ottobre 1937 sul Circuito di Donington Park, ed è stata vinta dal tedesco Bernd Rosemeyer su Auto Union, al suo quarto successo nella competizione; Rosemeyer ha preceduto all'arrivo i connazionali Manfred von Brauchitsch e Rudolf Caracciola, entrambi su Mercedes-Benz.

## Vigilia
I team tedeschi hanno avuto poco tempo per passare dal Gran Premio di Cecoslovacchia di Brno a Donington, dato che le prove sono iniziate mercoledì. La scuderia Mercedes è arrivata in treno a Dover la settimana prima della gara. I loro camion e l'officina itinerante sono stati installati nel cortile della Coppice Farm. La squadra dell'Auto Union era sistemata nel grande fienile di metallo di fronte. Gli equipaggi di entrambe le squadre tedesche hanno sorvolato in aereo mentre Caracciola è arrivato con la moglie giovedì, dopo aver viaggiato da Brno in treno. Daimler-Benz ha schierato quattro vetture per Caracciola, Lang, Brauchitsch e Seaman mentre Auto Union è arrivata con tre vetture per Rosemeyer, Müller e Hasse, che era pilota di riserva, e per Varzi ma l'italiano non si è presentato. L'opposizione locale era composta principalmente da voiturette ERA guidate da Mays (R4D), Howe (R8B), Whitehead (R10B), Martin (R3A) e Dobson (R7B). Walker si è allenato con l'auto di Whitehead ma non è partito. Le tre Maserati indipendenti erano di Bira, Hanson e Hyde, quest'ultimo non è partito perché pensava di essere d'intralcio alle vetture più veloci. C'era anche Maclure in una veloce Riley. L'Alfa Romeo di Powys-Lybbe non è apparsa, così come l'ERA di Tongue.

### Elenco degli iscritti
| Scuderia             | Costruttore   | Telaio             | Motore                                    | Gomme | Nº                 | Piloti                  |
| -------------------- | ------------- | ------------------ | ----------------------------------------- | ----- | ------------------ | ----------------------- |
| Daimler-Benz AG      | Mercedes-Benz | Mercedes-Benz W125 | Mercedes-Benz M 125 F 5.7L I8 Compressore | C     | 1                  | Rudolf Caracciola       |
| Daimler-Benz AG      | Mercedes-Benz | Mercedes-Benz W125 | Mercedes-Benz M 125 F 5.7L I8 Compressore | C     | 2                  | Hermann Lang            |
| Daimler-Benz AG      | Mercedes-Benz | Mercedes-Benz W125 | Mercedes-Benz M 125 F 5.7L I8 Compressore | C     | 2                  | Christian Kautz         |
| Daimler-Benz AG      | Mercedes-Benz | Mercedes-Benz W125 | Mercedes-Benz M 125 F 5.7L I8 Compressore | C     | 3                  | Manfred von Brauchitsch |
| Daimler-Benz AG      | Mercedes-Benz | Mercedes-Benz W125 | Mercedes-Benz M 125 F 5.7L I8 Compressore | C     | 4                  | Richard Seaman          |
| Auto Union AG        | Auto Union    | Auto Union C       | Auto Union 6.0L V16 Compressore           | C     | 5                  | Bernd Rosemeyer         |
| Auto Union AG        | Auto Union    | Auto Union C       | Auto Union 6.0L V16 Compressore           | C     | 6                  | Rudolf Hasse            |
| Auto Union AG        | Auto Union    | Auto Union C       | Auto Union 6.0L V16 Compressore           | C     | 7                  | Hermann Paul Müller     |
| Humphrey Cook        | ERA           | ERA D              | ERA 1.5L I6 Compressore                   |       | 8                  | Raymond Mays            |
| Humphrey Cook        | ERA           | ERA B              | ERA 1.5L I6 Compressore                   | 9     | Viscount Earl Howe |                         |
| Humphrey Cook        | ERA           | ERA                | ERA 1.5L I6 Compressore                   | 10    | Arthur Dobson      |                         |
| Prince Chula of Siam | Maserati      | Maserati 8CM       | Maserati 3.0L I8 Compressore              |       | 11                 | Prince B Bira           |
| A. B. Hyde           | Maserati      | Maserati 8CM       | Maserati 3.0L I8 Compressore              |       | 12                 | Arthur Hyde             |
| A. Powys-Lybbe       | Alfa Romeo    | Alfa Romeo Monza   | Alfa Romeo 2.3L I8 Compressore            |       | 14                 | Antony Powys-Lybbe      |
| Mrs E. Hall-Smith    | Maserati      | Maserati 6CM       | Maserati 1.5L I6 Compressore              |       | 15                 | Robin Hanson            |
| P. Whitehead         | ERA           | ERA B              | ERA 1.5L I6 Compressore                   |       | 16                 | Peter Whitehead         |
| P. Walker            | ERA           | ERA                | ERA 1.5L I6 Compressore                   |       | 16                 | Peter Walker            |
| R. E. Tongue         | ERA           | ERA B              | ERA 1.5L I6 Compressore                   |       | 17                 | Reggie Tongue           |
| C. E. Martin         | ERA           | ERA A              | ERA 1.5L I6 Compressore                   |       | 18                 | Charles Martin          |
| C. E. Martin         | Maserati      | Maserati 6CM       | Maserati 1.5L I6 Compressore              |       | 18                 | Charles Martin          |
| A. C. Dobson         | ERA           | ERA B              | ERA 1.5L I6 Compressore                   |       | 19                 | Arthur Dobson           |
| P. Maclure           | Riley         | AVC 18             | Riley 1.8L I6 Compressore                 |       | 20                 | Percy Maclure           |

## Prove

### Resoconto
Mercoledì è stato il primo giorno di prove libere in cui il record sul giro esistente era di 74,31 mph, realizzato da Richard Mays (ERA) prima della 200-Mile Race sul circuito più corto e più lento. Rosemeyer ha fatto un giro in 2m14.6s a una velocità media di 83,77 mph. Hasse ha guidato la terza Auto Union. La squadra ha avuto problemi con problemi di carburazione. Le vetture Mercedes-Benz sono state dotate per la prima volta di cinghie sul cofano per conformarsi alle normative britanniche. Diversi giri sono stati effettuati a oltre 80 mph e le auto stavano saltando in aria sopra Starkey Rise a oltre 100 mph. La superficie stradale ruvida ha provocato un'usura sorprendentemente elevata degli pneumatici. Dopo dieci o dodici veloci giri di prova, le gomme sono state consumate fino alla striscia di controllo bianca. Lord Howe era il digiuno della "brigata leggera" con 2m26.2s a 79,6 mph. Martin si è allenato con una Maserati 1500 poiché la sua ERA non era ancora arrivata. Sfortunatamente, c'è stato un problema con gli spettatori che oziavano con noncuranza, quasi causando incidenti, fino a quando Neubauer ha minacciato di ritirare le vetture dalla gara, poi è andata meglio.
Giovedì Caracciola e sua moglie erano arrivati in treno. Ha fatto un giro in 2m16, mentre Rosemeyer e Brauchitsch hanno fatto giri in 2m12. Mays ha rotto un tubo dell'olio e Maclure ha cambiato il suo motore Riley 1500 con un'unità 1750 durante la notte.

### Risultati
Nella sessione del mercoledì si è avuta questa situazione:
| Pos | Nº | Pilota                  | Costruttore   | Tempo  | Gap   |
| --- | -- | ----------------------- | ------------- | ------ | ----- |
| 1   | 5  | Bernd Rosemeyer         | Auto Union    | 2'14"6 |       |
| 2   | 3  | Manfred von Brauchitsch | Mercedes-Benz | 2'15"2 | +0"06 |
| 3   | 4  | Richard Seaman          | Mercedes-Benz | 2'16"4 | +1"08 |

Nella sessione del giovedì si è avuta questa situazione:
| Pos | Nº | Pilota                  | Costruttore   | Tempo  | Gap   |
| --- | -- | ----------------------- | ------------- | ------ | ----- |
| 1   | 5  | Bernd Rosemeyer         | Auto Union    | 2'12"2 |       |
| 2   | 3  | Manfred von Brauchitsch | Mercedes-Benz | 2'12"8 | +0"06 |
| 3   | 4  | Richard Seaman          | Mercedes-Benz | 2'14"6 | +2"04 |

## Qualifiche

### Reosoconto
Venerdì Brauchitsch ha fatto un grande miglioramento mettendo a segno un tempo reale di 2m10.8s a una velocità media di 86.01 mph. Rosemeyer ha poi fatto diversi giri, il suo più veloce in 2m11.8 mentre le ERA e le Maserati si qualificano nelle retrovie dietro alle imprendibili Auto Union e Mercedes-Benz mentre Arthur Hyde si è ritirato prima delle qualifiche, pensando di essere troppo lento.

### Risultati
Nella sessione di qualifica si è avuta questa situazione:
| Pos | Nº | Pilota                  | Costruttore   | Tempo  | Griglia |
| --- | -- | ----------------------- | ------------- | ------ | ------- |
| 1   | 3  | Manfred von Brauchitsch | Mercedes-Benz | 2'10"8 | 1       |
| 2   | 5  | Bernd Rosemeyer         | Auto Union    | 2'11"8 | 2       |
| 3   | 2  | Hermann Lang            | Mercedes-Benz | 2'14"6 | 3       |
| 4   | 4  | Richard Seaman          | Mercedes-Benz | 2'15"2 | 4       |
| 5   | 7  | Hermann Paul Müller     | Auto Union    | 2'15"4 | 5       |
| 6   | 1  | Rudolf Caracciola       | Mercedes-Benz | 2'15"8 | 6       |
| 7   | 6  | Rudolf Hasse            | Auto Union    | 2'16"0 | 7       |
| 8   | 11 | Bira                    | Maserati      | 2'25"0 | 8       |
| 9   | 8  | Raymond Mays            | ERA           | 2'26"2 | 9       |
| 10  | 9  | Earl Howe               | ERA           | 2'26"2 | 10      |
| 11  | 15 | Robin Hanson            | Maserati      | 2'27"6 | 11      |
| 12  | 19 | Arthur Dobson           | ERA           | 2'28"4 | 12      |
| 13  | 18 | Charlie Martin          | ERA           | 2'31"6 | 13      |
| 14  | 16 | Peter Whitehead         | ERA           | 2'32"0 | 14      |
| 15  | 20 | Percy Maclure           | Riley         | 2'35"2 | 15      |

## Gara

### Griglia di partenza
Posizionamento dei piloti alla partenza della gara.
| Prima fila   | 1 Pos.                                |                                | 2 Pos.                     |                                 | 3 Pos.                     |                         | 4 Pos.                       |
| ------------ | ------------------------------------- | ------------------------------ | -------------------------- | ------------------------------- | -------------------------- | ----------------------- | ---------------------------- |
|              | Manfred von Brauchitsch Mercedes-Benz |                                | Bernd Rosemeyer Auto Union |                                 | Hermann Lang Mercedes-Benz |                         | Richard Seaman Mercedes-Benz |
| Seconda fila |                                       | 5 Pos.                         |                            | 6 Pos.                          |                            | 7 Pos.                  |                              |
|              |                                       | Hermann Paul Müller Auto Union |                            | Rudolf Caracciola Mercedes-Benz |                            | Rudolf Hasse Auto Union |                              |
| Terza fila   | 8 Pos.                                |                                | 9 Pos.                     |                                 | 10 Pos.                    |                         | 11 Pos.                      |
|              | Bira Maserati                         |                                | Raymond Mays ERA           |                                 | Earl Howe ERA              |                         | Robin Hanson Maserati        |
| Quarta fila  |                                       | 12 Pos.                        |                            | 13 Pos.                         |                            | 14 Pos.                 |                              |
|              |                                       | Arthur Dobson ERA              |                            | Charlie Martin ERA              |                            | Peter Whitehead ERA     |                              |
| Quinta fila  |                                       |                                | 15 Pos.                    |                                 |                            |                         |                              |
|              |                                       |                                | Percy Maclure Riley        |                                 |                            |                         |                              |

### Resoconto
A metà giornata il sole ha cominciato a fare irruzione e la giornata si è trasformata in un glorioso pomeriggio, caldo e soleggiato. Una folla, stimata in circa 50.000, ha assistito alla gara. Il pilota della Maserati Hyde era nuovo alle corse del Gran Premio, privo di esperienza. Dopo l'allenamento ha pensato di non essere abbastanza veloce e probabilmente si è messo in mezzo, quindi ha deciso di ritirare la sua iscrizione. Mezz'ora prima della partenza le vetture sono state spinte sulla griglia di partenza e coperte con enormi teloni. Le 15 vetture si sono schierate secondo i rispettivi tempi di prova.
Trenta secondi prima della partenza le auto si sono animate con un ruggito, facendo un rumore sconvolgente che ha completamente sommerso tutto il resto. Il motore Auto Union di Rosemeyer è stato avviato per ultimo. Esattamente a mezzogiorno quando Ebby ha abbassato l'Union-Jack, Lang è passato in vantaggio per essere il primo al Redgate Corner sinistro, appena davanti a Caracciola.
Dopo il primo giro Lang aveva 4 secondi di vantaggio su Caracciola, Brauchitsch, Seaman, Rosemeyer, Müller e Hasse con un ampio distacco da Bira, Martin e Mays, un distacco, Howe, Whitehead, Dobson, Hanson e Maclure.

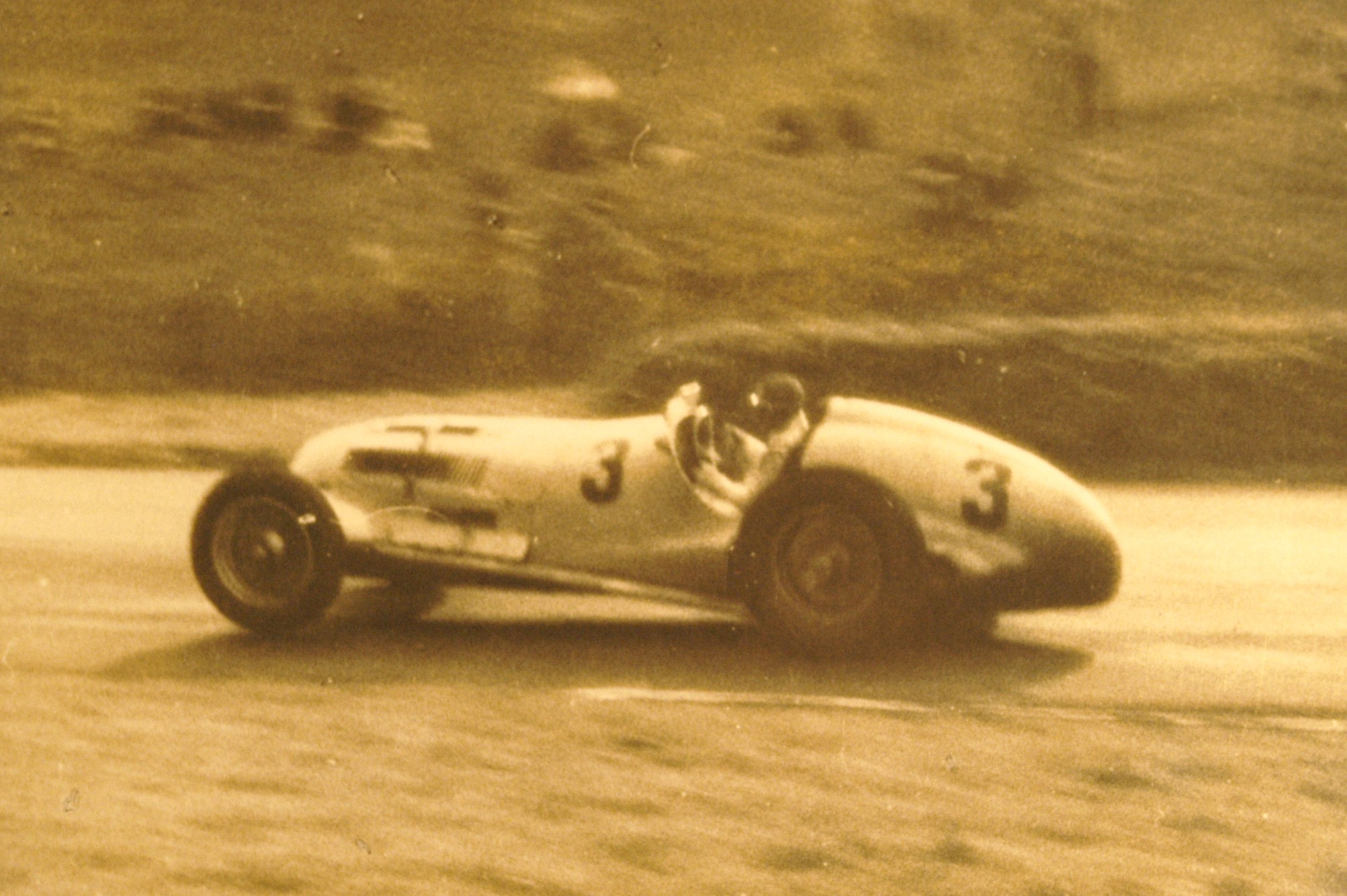
von Brauchitsch su Mercedes-Benz durante la gara

Al secondo giro Brauchitsch ha superato Caracciola e Rosemeyer ha preceduto Seaman. Al 4 ° giro, quando è arrivato a Coppice Corner, Seaman è stato tamponato dall'Auto Union di Müller, mandando la Mercedes lungo la via di fuga ma è subito tornato sul percorso ed entrambe le vetture hanno proseguito. L'auto di Müller era intatta, ma la Mercedes di Seaman aveva la coda e il serbatoio ammaccati e un ammortizzatore posteriore destro danneggiato che pendeva dalla Mercedes che ora era dietro Müller e Hasse.
Dopo cinque giri Lang era in testa a 82,6 mph, 7,2 secondi su Brauchitsch, con un distacco di 4 secondi da Rosemeyer, poi da Caracciola. Müller, Hasse e Seaman hanno preceduto gli otto iscritti britannici. Le auto in testa stavano impostando una velocità sul giro di circa 84 mph, raggiungendo i 170 mph fino a Melbourne Corner e saltando in aria sulla cresta della ripida salita di Starkey's Hill. Whitehead ha avuto problemi, fermando la sua ERA sull'erba da Starkey's e infine riavviando in condizioni malate, per ritirarsi in una nuvola di fumo all'11 ° giro.
Dopo 10 giri Lang era in testa a 82,96 mph, 3,4 secondi davanti a Brauchitsch con Rosemeyer altri 4,4 secondi dietro. Al 14 ° giro la velocità di Brauchitsch era di 83,21 mph dopo aver superato Lang. L'ERA di Martin si è ritirata al 19º giro con un pistone rotto.

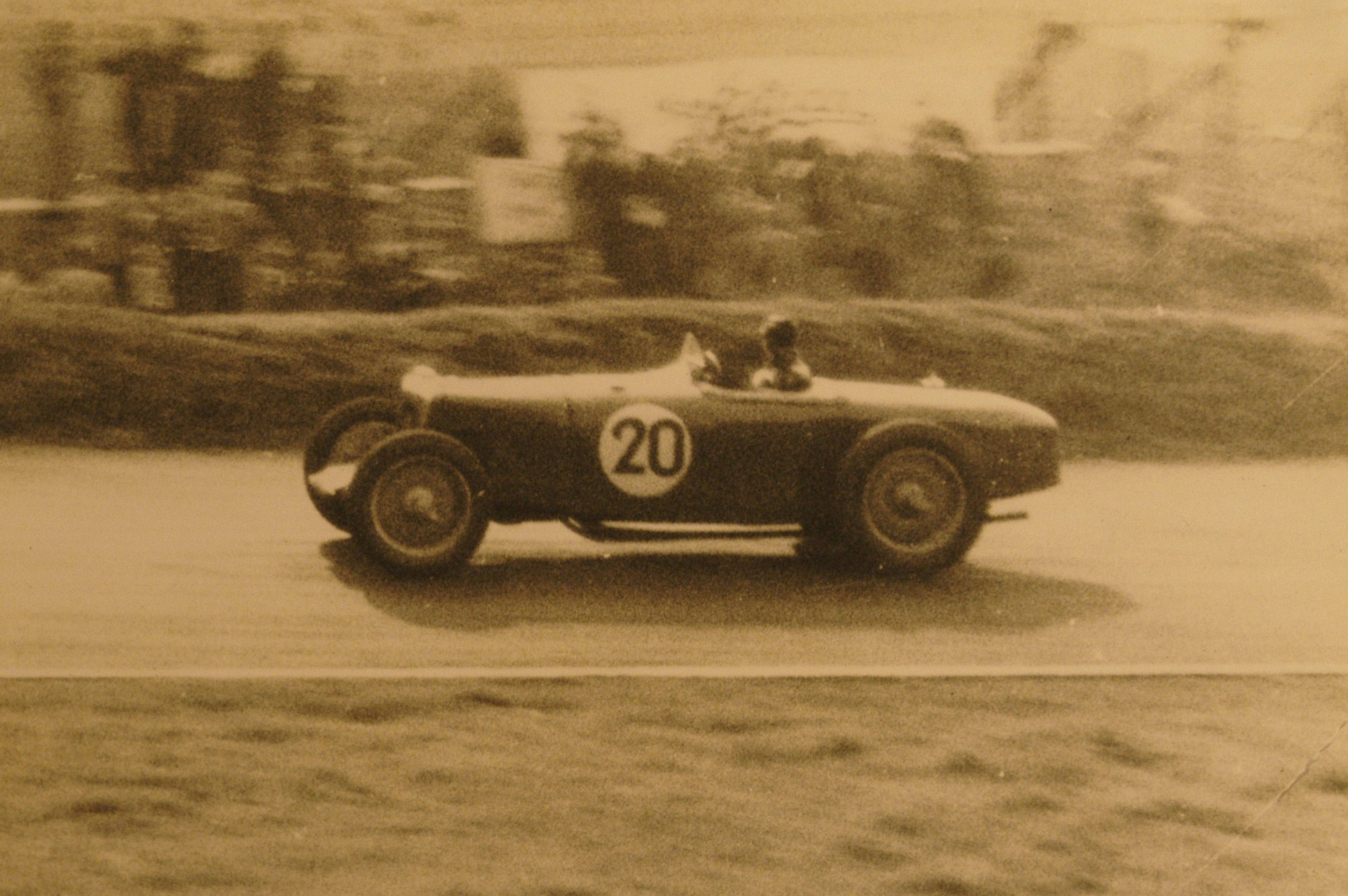
Maclure su Riley durante la gara

A 15 giri Brauchitsch era in testa a Lang di 3,2 secondi ea 20 giri di 3,4 secondi con Rosemeyer al terzo posto. Al 23º giro, la gomma posteriore sinistra di Brauchitsch ha gettato un filo. Si è fermato ai box per cambiare entrambe le ruote posteriori e fare rifornimento in 30 secondi. Al 24º giro Lang si è fermato per il rifornimento, le gomme e ha fatto esaminare la sospensione anteriore destra ma è sceso al 7º posto. In questo momento Rosemeyer ha preso il comando a 83,27 mph, 30,8 secondi davanti a Caracciola con Brauchitsch 8,8 secondi dietro di lui, seguito da Müller, Seaman, Hasse e Lang al settimo posto. L'auto di Lang saltava così tanto davanti che non poteva fare nessuna curva in sicurezza. L'auto era irreperibile e galleggiava sulla strada. Dal momento che non poteva guidare senza ammortizzatore su questa superficie irregolare, e una sostituzione richiederebbe troppo tempo, Lang si è ritirato dopo il giro 26 quando ha guidato lentamente sull'erba prima dei box con un ammortizzatore anteriore rotto. Seaman aveva superato Hasse ma guidava con una sospensione posteriore problematica e si è ritirato dopo il 29º giro con l'ammortizzatore posteriore che strisciava a terra. Si fermò nell'erba di fronte ai box e parcheggiò accanto a quella di Lang, entrambe le auto erano coperte da teloni. Bira ora è avanzato al sesto posto davanti alla vecchia ERA bianca di Dobson.
Dopo 30 giri Rosemeyer era in testa a 83,15 mph, 25,2 secondi davanti a Caracciola, Brauchitsch, Müller e Hasse quinto, seguito da Bira, Dobson, Lord Howe, Mays, Hanson e Maclure. Al 32º giro Rosemeyer si è fermato per rifornimento e gomme in 31 secondi. Mentre ai box è stato superato da Caracciola e Brauchitsch. Müller e Hasse si sono fermati al 34º giro per rifornimento e gomme posteriori in 28 secondi, acclamati dal pubblico. Al 34º giro Brauchitsch ha fatto un giro molto veloce in 2m11.4s a 85,62 mph, il giro più veloce della gara. Al 36º giro Brauchitsch ha superato Caracciola e si è portato in vantaggio di tre lunghezze. Rosemeyer ha seguito 16 secondi dietro. Al 37º giro Hasse ha cambiato le ruote e il motore si è spento, perdendo 42 secondi. Müller e Hasse erano ormai quasi un giro dietro ai primi.

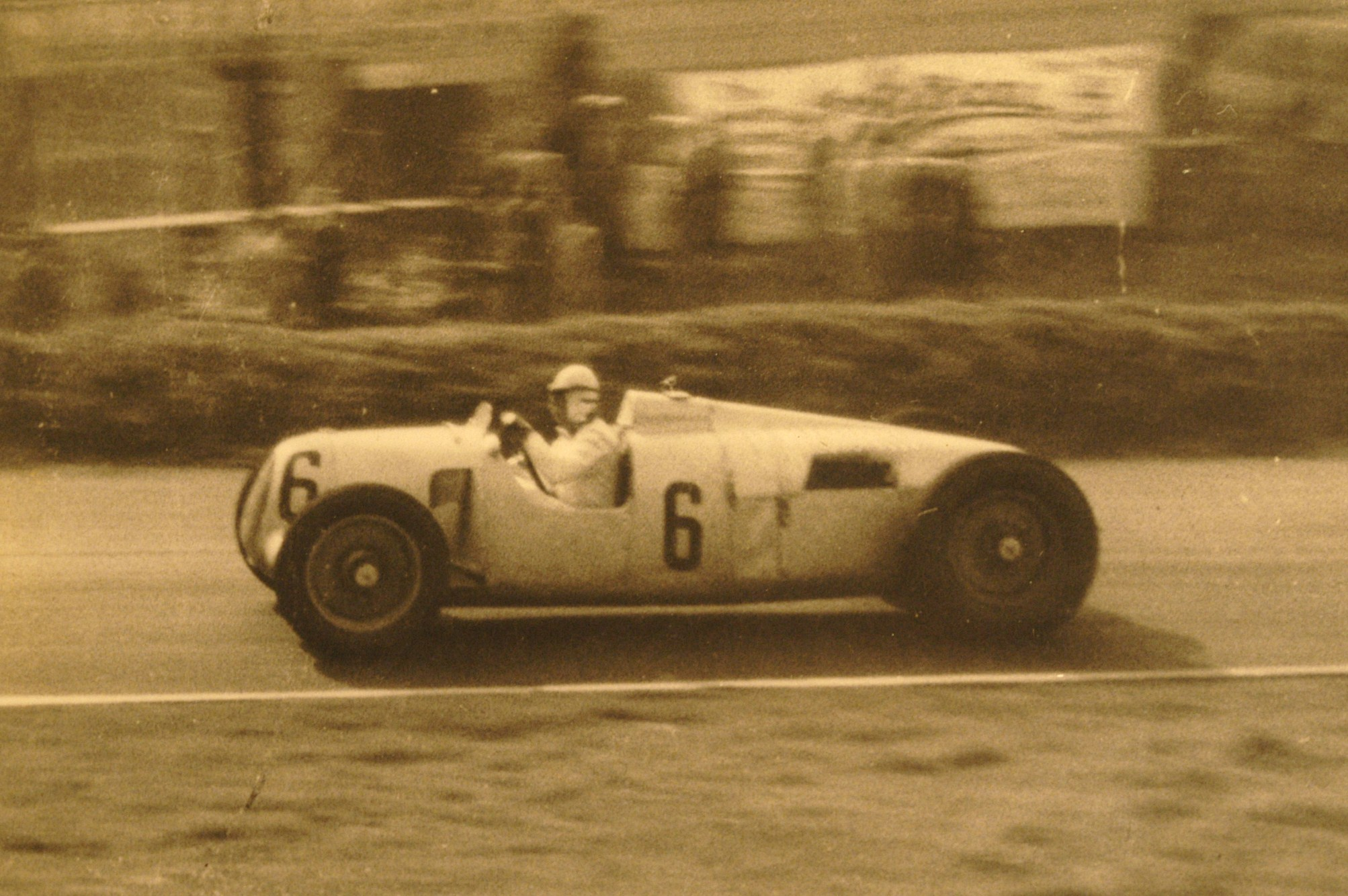
Hasse su Auto Union durante la gara

Dopo 40 giri, a metà gara, Caracciola si è fermato per rifornimento e gomme posteriori in 26,6 secondi. Rosemeyer, che stava andando a tutto gas, ha eguagliato il tempo record di Brauchitsch di 2m11.4s e ha riguadagnato il secondo posto. Dopo 40 giri Brauchitsch era in vantaggio di 24 secondi su Rosemeyer, seguito da Caracciola e Müller. Lord Howe fece rifornimento, da zangola, con una zangola di troppo che schizzava su tutta l'auto, in 65 secondi, le ruote non furono cambiate. 
Gli inglesi hanno avuto la loro piccola gara guidati dalla Maserati di Bira davanti all'ERA di Dobson, che si è fermato al giro 42 per cambiare il magnete che ha impiegato 14 minuti con quello preso dall'ERA ritirato di Martin. Rosemeyer ha tentato alla grande di accorciare le distanze da Brauchitsch, inseguendolo. Ma Brauchitsch è stato segnato dal suo box sul divario e ha guidato in modo selvaggio come l'Auto Union, con l'auto che serpeggiava e scivolava su tutta la strada con il fumo che usciva dalle gomme quando si accelerava in uscita dalle curve.
Dopo 45 giri Brauchitsch era davanti a Rosemeyer di 24 secondi. Al 50 ° giro Brauchitsch era in testa a 83,17 mph per 26 secondi su Rosemeyer e 82 secondi su Caracciola al terzo posto con un lungo distacco da Müller e Hasse ancora più indietro. La Mercedes di Brauchitsch era ancora avanti di 26 secondi al 52º giro quando Brauchitsch si fermò per sostituire le gomme posteriori. Mentre era ai box, Rosemeyer è passato e aveva ora 11 secondi di vantaggio sulla Mercedes. A 51 giri, dopo aver cambiato una candela, Mays ha dovuto ritirare la ERA con freni inutili. A 55 giri Rosemeyer ha preceduto Brauchitsch di 14,8 secondi.

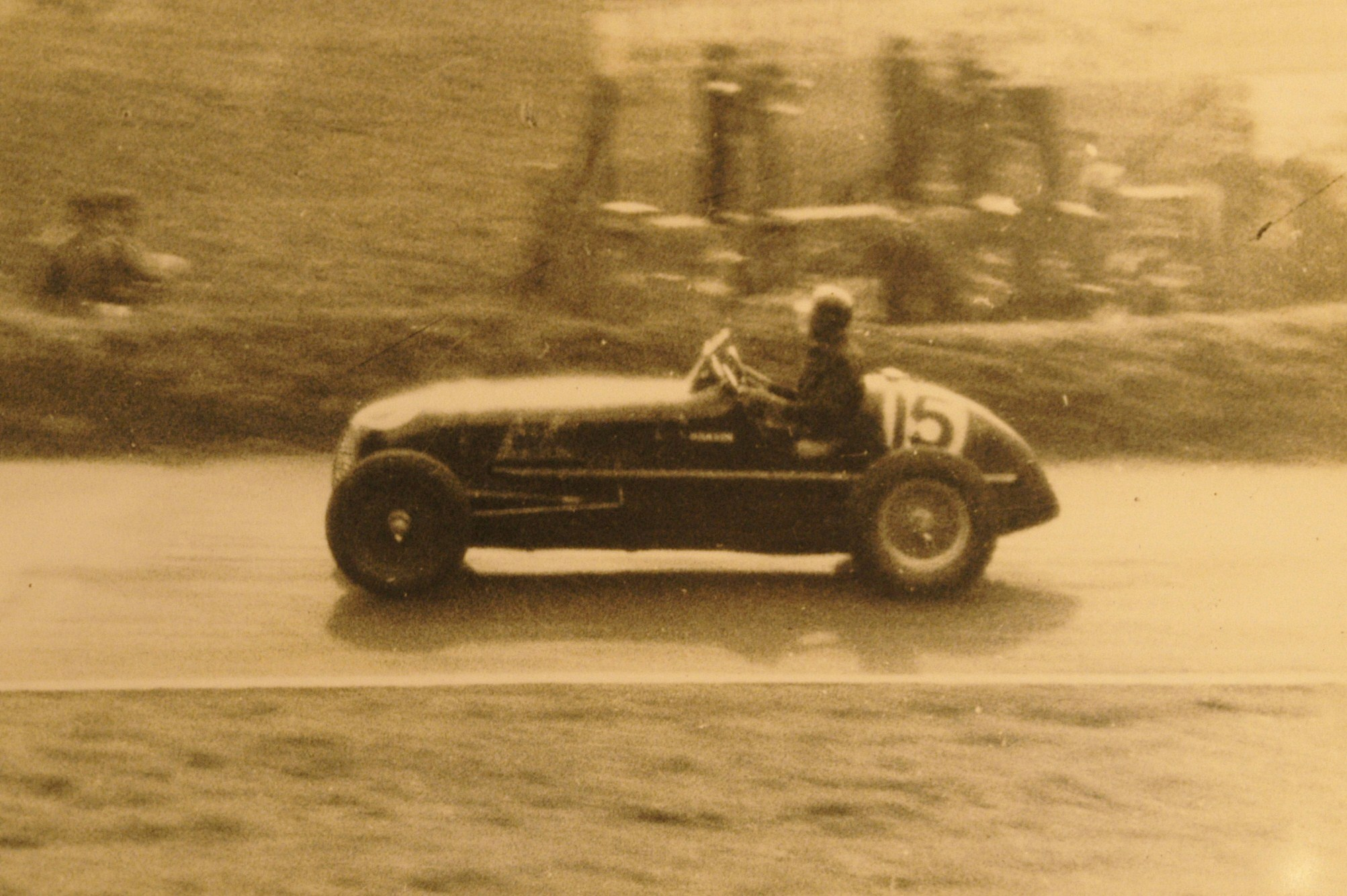
Hanson su Maserati durante la gara

Al 60º giro Rosemeyer aveva una media di 83,06 mph e ha aumentato il suo vantaggio a 20 secondi su Brauchitsch con Caracciola 12,6 secondi più indietro. Quando Brauchitsch è arrivato a circa 170 mph su Starkey Straight fino a Melbourne Corner, la gomma anteriore sinistra è esplosa, forse a causa di un freno di bloccaggio, e Brauchitsch ha avuto una dura lotta. È apparso con una gomma anteriore a nastri, si è fermato per 28 secondi per cambiare la ruota difettosa prima di rientrare. È scappato prima che Caracciola fosse passato. Al 62º giro Rosemeyer si fermava per cambiare le gomme e ripartiva senza perdere il comando su Brauchitsch, che al 62º giro era ora staccato di 31 secondi con Caracciola di altri 20 secondi. Rosemeyer ora aveva un sicuro vantaggio a 18 giri dalla fine.
A 70 giri Rosemeyer era in testa a una velocità ridotta di 82,81 mph, 34 secondi davanti a Brauchitsch, seguito dopo 20 secondi da Caracciola con un ampio distacco da Müller e Hasse con la Maserati di Bira al sesto posto.
Dopo 80 giri Rosemeyer è stato acclamato dalla folla mentre tagliava il traguardo con 38 secondi di vantaggio su Brauchitsch, Caracciola altri 38 secondi dietro. Müller era già stato doppiato una volta e Hasse tre volte, quindi entrambi hanno dovuto continuare a guidare per completare la distanza richiesta. Durante i 15 minuti dopo che il vincitore aveva tagliato il traguardo, molte auto erano ancora in corsa. La folla è sfuggita di mano e ha sciamato lungo la pista non sorvegliata e ha invaso il percorso piuttosto male verso la fine, nonostante gli appelli del signor Harris sugli ottimi altoparlanti. Bira, Howe, Dobson e Hanson sono stati eliminati. Tutti e quattro avevano superato il limite di 15 minuti dopo che il vincitore assoluto aveva tagliato il traguardo e non erano stati classificati.
Anche se la gara è stata ben organizzata, a parte il finale mal gestito e l'inno nazionale tedesco del vincitore non è stato suonato. La tuta di Rosemeyer ha dovuto essere fissata al sedile prima che potesse incontrare la signora Shields, moglie del proprietario di Donington, che ha consegnato il bouquet al vincitore.
Il premio di squadra è andato alle tre Auto Union guidate da Rosemeyer, Müller e Hasse. Il premio di £ 100 per il giro più veloce è andato a Rosemeyer e Brauchitsch. £ 25 premi sono andati al leader dopo 15 giri, Brauchitsch. Leader dopo 30 giri Rosemeyer, Leader dopo 45 giri Brauchitsch con Leader a 60 giri, Rosemeyer. Con il Gran Premio di Donington era finita la formula dei 750 kg.

### Risultati
Risultati finali della gara.
| Pos | Nº | Pilota                  | Costruttore   | Giri | Tempo/Ritiro                    | Griglia |
| --- | -- | ----------------------- | ------------- | ---- | ------------------------------- | ------- |
| 1   | 5  | Bernd Rosemeyer         | Auto Union    | 80   | 3h01'02"5                       | 2       |
| 2   | 3  | Manfred von Brauchitsch | Mercedes-Benz | 80   | +37"5                           | 2       |
| 3   | 1  | Rudolf Caracciola       | Mercedes-Benz | 80   | +1'16"3                         | 6       |
| 4   | 7  | Hermann Paul Müller     | Auto Union    | 80   | +3'47"5                         | 5       |
| 5   | 6  | Rudolf Hasse            | Auto Union    | 80   | +8'47"5                         | 8       |
| NC  | 11 | Bira                    | Maserati      | 78   | +2 giri                         | 8       |
| NC  | 9  | Earl Howe               | ERA           | 77   | +3 giri                         | 10      |
| NC  | 19 | Arthur Dobson           | ERA           | 74   | +6 giri                         | 12      |
| NC  | 15 | Robin Hanson            | Maserati      | 72   | +8 giri                         | 11      |
| Rit | 20 | Percy Maclure           | Riley         | 67   | Asse posteriore                 | 15      |
| Rit | 8  | Raymond Mays            | ERA           | 51   | Freni                           | 9       |
| Rit | 4  | Richard Seaman          | Mercedes-Benz | 29   | Sospensione posteriore          | 4       |
| Rit | 2  | Hermann Lang            | Mercedes-Benz | 26   | Ammortizzatore anteriore        | 3       |
| Rit | 18 | Charles Martin          | ERA           | 18   | Pistone                         | 13      |
| Rit | 16 | Peter Whitehead         | ERA           | 11   | Motore                          | 14      |
| NP  | 2  | Christian Kautz         | Mercedes-Benz | 0    | Pilota di riserva               | -       |
| NP  | 10 | Arthur Dobson           | ERA           | 0    | Ha gareggiato con la vettura 19 | -       |
| NP  | 12 | Arthur Hyde             | Maserati      | 0    | Troppo lento                    | -       |
| NP  | 16 | Peter Walker            | ERA           | 0    | Pilota di riserva               | -       |
| NA  | 14 | Antony Powys-Lybbe      | Alfa Romeo    | 0    | Non è arrivato                  | -       |
| NA  | 17 | Reggie Tongue           | ERA           | 0    | Non è arrivato                  | -       |